# Видаль, Эрнесто
Эрне́сто Хосе́ Вида́ль (исп. Ernesto José Vidal) (родился 15 ноября 1921 года в Буйе, Королевство Италия — умер 13 февраля 1974 в Кордове) — уругвайский футболист итальянского происхождения, нападающий. Чемпион мира 1950 года.

## Биография
Родился в Италии, в городе Буйе, который ныне находится на территории Хорватии. Имя при рождении — Эрнесто Серволо Видаль, впоследствии второе имя заменил на Хосе. Начал профессиональную карьеру в составе аргентинского клуба «Росарио Сентраль» в 1941 году.
С 1943 года и в течение последующих 10 лет выступал за «Пеньяроль», в составе которого четырежды выигрывал первенство Уругвая. До 1947 года также отлучался для игр в «Росарио Сентраль» в региональных турнирах.
К чемпионату мира 1950 года Видаль набрал прекрасную форму и на турнир поехал в статусе основного игрока сборной Уругвая. В первом же матче на турнире он забил один из голов в ворота сборной Боливии (уругвайцы разгромили соперника со счётом 8:0). В финальной пульке в первых двух матчах против Испании и Швеции он также выходил в основе. Однако тренеру Хуану Лопесу пришлось заменить своего левого крайнего форварда, который получил травму в игре против шведов. Это был рискованный шаг, поскольку дублёру Видаля Рубену Морану ещё не исполнилось и 20 лет.
Так описывает эту ситуацию Лопес:

Перед финалом это было самое трудное для меня — сказать Эрнесто, что он не будет играть. Видаль не хотел пропустить финал. Я видел, что он расстроен, но избежал объяснений, предоставив ему пережить всё одному. Впоследствии он согласился с моим решением

Рубен Моран достойно сыграл в решающей игре и внёс свой вклад в победу сборной Уругвая (2:1) над Бразилией. Таким образом, и Видаль стал чемпионом мира.
В 1953 году Видаль перешёл в итальянскую «Фиорентину», в которой провёл 2 сезона. Затем Эрнесто выступал в другом клубе Серии A, «Про Патрия» в сезоне 1955/56, а завершил карьеру футболиста пятым титулом чемпиона Уругвая, но уже в составе «Насьоналя».

## Титулы
- Чемпион Уругвая (5): 1944, 1945, 1949, 1951, 1956
- Чемпион Второго дивизиона чемпионата Аргентины: 1942
- Чемпион мира: 1950